# Ročov
Ročov (in tedesco Rotschow) è un comune mercato della Repubblica Ceca facente parte del distretto di Louny, nella regione di Ústí nad Labem.